# Pallavolo Macerata
La Pallavolo Macerata è una società pallavolistica maschile italiana con sede a Macerata: milita nel campionato di Serie A2.

## Storia
Il club viene fondato nel 1984 come Polisportiva Montalbano Colleverde, con una sezione maschile ed una femminile. Nel 1990, a seguito della fusione con l'Arena Volley, cambia denominazione in Polisportiva Montalbano Arena e negli anni successivi milita stabilmente nei campionati regionali di Serie C e Serie D.
Nel 2001 si accorda con l'Helvia Recina per una separazione netta delle sezioni maschile e femminile, con la Montalbano che acquisisce il settore maschile dell'Helvia Recina, e quest'ultima che assorbe il settore femminile della Montalbano.
L'attività prosegue nei campionati regionali fino alla stagione 2013-14, quando con due promozioni consecutive ottiene prima la Serie B2 e quindi la B1.
All'inizio della stagione 2017-18 il club cambia nuovamente nome assumendo l'attuale Pallavolo Macerata: al termine del campionato manca la promozione, venendo sconfitta nelle semifinali dei play-off dalla Top Volley Lamezia, ma ottiene comunque la Serie A2 grazie ad un ripescaggio.
Debutta in serie cadetta nell'annata 2017-18 retrocedendo tuttavia immediatamente nella neonata Serie A3 dove milita per cinque stagioni consecutive prima di ottenere una nuova promozione al termine del campionato 2023-24 superando il Gabbiano Mantova nella finale di spareggio.

## Rosa 2024-2025
| N° | Nome                | Ruolo | Data di nascita   | Nazionalità sportiva |
| -- | ------------------- | ----- | ----------------- | -------------------- |
| 2  | Luca Pozzebon       | P     | 30 marzo 2005     | Italia               |
| 3  | Sebastiano Marsili  | P     | 8 dicembre 1996   | Italia               |
| 4  | Tommaso Ichino      | S     | 5 giugno 2004     | Italia               |
| 5  | Stefano Ferri       | S     | 2 settembre 2000  | Italia               |
| 7  | Samuil Valchinov    | S     | 21 dicembre 2001  | Bulgaria             |
| 8  | Giuseppe Ottaviani  | S     | 12 dicembre 1991  | Italia               |
| 10 | Bara Fall           | C     | 20 novembre 1997  | Italia               |
| 11 | Gabriele Sanfilippo | C     | 7 luglio 2000     | Italia               |
| 12 | Todor Dimitrov      | S     | 6 aprile 2001     | Bulgaria             |
| 13 | Niels Klapwijk      | O     | 19 settembre 1985 | Paesi Bassi          |
| 17 | Simone Gabbanelli   | L     | 4 luglio 1991     | Italia               |
| 20 | Martin Berger       | C     | 3 aprile 2003     | Italia               |
| 21 | Tommy Palombarini   | L     | 21 febbraio 2003  | Italia               |